# Omar Linares
Artikeln följer den spanska namnseden; faderns efternamn är Linares och moderns efternamn Izquierdo.
Omar Linares Izquierdo, född den 23 oktober 1967 i San Juan y Martínez, är en kubansk före detta basebollspelare som tog guld för Kuba vid olympiska sommarspelen 1992 i Barcelona, och som även tog guld vid olympiska sommarspelen 1996 i Atlanta och silver vid olympiska sommarspelen 2000 i Sydney. Han är en av bara tio spelare som tagit minst tre medaljer i baseboll vid olympiska sommarspelen.